# Chuyển động 24h
Chuyển động 24h là chương trình tin tức do Trung tâm Sản xuất và Phát triển nội dung số, Đài Truyền hình Việt Nam sản xuất, lên sóng lần đầu tiên vào ngày 10 tháng 10 năm 2014.
Khác với bản tin Thời sự thường đề cập nhiều đến hoạt động của Đảng Cộng sản Việt Nam và chính quyền các cấp, nội dung chính của Chuyển động 24h tập trung vào những thông tin thời sự và chủ đề được quan tâm ở nhiều lĩnh vực (kinh tế, văn hóa, an ninh, xã hội, thể thao, giải trí) trong nước và thế giới, với tiêu chí "người đưa tin đầu tiên".

## Lịch sử
Vào chiều ngày 9 tháng 10 năm 2014, Đài Truyền hình Việt Nam đã tổ chức buổi họp báo ra mắt chương trình tin tức mới mang tên Chuyển động 24h. Đây là sản phẩm hợp tác giữa Trung tâm Tin tức VTV24 (sau đó đổi tên là Trung tâm Sản xuất và Phát triển nội dung số) của đài – được thành lập từ cuối năm 2013 – và công ty ADT Group Holdings, và là bước khởi đầu trong định hướng của đài về một kênh truyền hình tin tức 24/24 toàn thời gian, vốn được dự kiến lên sóng chính thức vào năm 2015.
Mỗi chương trình của Chuyển động 24h, kéo dài 45 phút vào buổi trưa, thường tuân theo cấu trúc sau: tiêu điểm nóng trong ngày; thông tin tổng hợp về an ninh trật tự, quốc tế; và phần cuối là dòng tin văn hóa, thể thao. Một chương trình khác vào buổi tối cùng ngày (dài 30 phút) cũng có cấu trúc tương tự, nhưng không có phần tiêu điểm. Các chương trình ngày thứ Bảy có phần tiêu điểm chọn lọc và bình luận tin quan trọng vừa xảy ra trong tuần, trong khi chương trình ngày chủ nhật có xu hướng mang tính thư giãn.
Hiện nay, chương trình gồm có các chuyên mục: Điểm tuần, Talk cuối tuần, Câu chuyện quốc tế, Chuyện nóng.

## Phát sóng
Tất cả các khung giờ liệt kê dưới đây là giờ Việt Nam.

### Phiên bản chính
- VTV1 lúc 11:15 hàng ngày;
- VTV1 và VTV2 lúc 18:30 hàng ngày (riêng ngày 29 hoặc 30 Tết không phát sóng).

### Xem trực tuyến
Các chương trình đã được phát sóng có thể được tìm thấy trên ứng dụng xem truyền hình trực tuyến VTVgo và Báo điện tử VTV.

## Dẫn chương trình
Chuyển động 24h theo định dạng một người dẫn với phiên bản tối và trưa thứ Bảy hàng tuần, hai người dẫn với phiên bản trưa tất cả các ngày trong tuần, trừ thứ Bảy. Người dẫn chương trình không cố định theo ngày mà thay đổi theo từng buổi phát sóng, giống như các chương trình tin tức khác của VTV.

### Hiện tại

#### Dẫn chính
- Trần Hạnh Phúc
- Nguyễn Thái Trang[9]
- Phan Ngọc Anh
- Nguyễn Hữu Trí[10]
- Nguyễn Kim Huệ
- Hoàng Minh Tân

#### Thể thao
- Phạm Quang Việt
- Nguyễn Hoàng Cường
- Hoàng Văn Hiến
- Nguyễn Tiến Dũng
- Phan Quốc Hiếu
- Vũ Đình Khang
- Nguyễn Thành Phong

#### Thời tiết
- Trần Thanh Tùng
- Nguyễn Việt Hà[11]
- Phạm Minh Duy
- Nguyễn Ngọc Vân[12]
- Dương Phan Hương Liên
- Nguyễn Xuân Anh
- Minh Châu

#### Điểm tuần
- Phạm Thư Hiền
- Dương Sơn Lâm
- Hoàng Quốc Lê
- Minh Đức
- Hoàng Minh Tân

#### Câu chuyện quốc tế
- Phạm Quang Duy
- Nguyễn Kim Huệ
- Vũ Như Anh
- Vũ Đức Cường
- Anh Quang

### Trước đây

#### Dẫn chính
- Nguyễn Thị Quỳnh Nga
- Huyền Châu
- Dương Ngọc Trinh
- Thành Vũ
- Trần Việt Hoàng
- Nguyễn Quốc Khánh
- Minh Long
- Trần Long
- Trúc Mai
- Nguyễn Thu Hương[13]
- Tuấn Tú
- Hoàng Hải Yến
- Nguyễn Thụy Vân
- Dương Sơn Lâm
- Lê Mạnh Cường

#### Thể thao
- Nguyễn Quốc Khánh
- Hoàng Anh
- Quang Vinh
- Minh Tân

#### Thời tiết
- Mai Ngọc
- Ngọc Bích[12]
- Tuấn Hà
- Hoàng Nam
- Minh Trang
- Dương Huyền
- Tố Quyên
- Phương Dung
- Quỳnh Anh
- Hải Yến
- Quỳnh Hoa
- Thùy Vi
- Minh Phương
- Khánh Linh
- Quốc Sáng
- Bá Minh
- Hạnh Quyên
- Lan Chi
- Vũ Thu Hiền

## Sự cố & tranh cãi

### BTV Thuỵ Vân bị té ngã trên sóng
Trong bản tin vào ngày Quốc khánh 2 tháng 9 năm 2018 của Chuyển động 24h, Á hậu - BTV Thụy Vân đã mặc chiếc áo dài trên sóng truyền hình và cô đã bị vấp té trong lúc dẫn. Tuy nhiên, sau đó, Thụy Vân đã nhanh chóng đứng dậy, tiếp tục dẫn chương trình và chỉ bị xây xát nhẹ.

### Nhầm lẫn gọi Hải Phòng là "tỉnh"
Trong chương trình Chuyển động 24h phát trên sóng VTV1 vào tối ngày 3 tháng 3 năm 2021, BTV Quỳnh Nga đã gặp sự cố khi đọc nhầm dẫn "thành phố Hải Phòng" thành "tỉnh Hải Phòng".

### BTV Thụy Vân ho khi đang dẫn chương trình
Trong chương trình Chuyển động 24h trưa ngày 4/11/2023, khán giả ngạc nhiên khi BTV Thụy Vân "bật ra tiếng ho" trong lúc đang dẫn sóng trực tiếp. Đây là một sự cố bất ngờ, bất khả kháng với cả nữ BTV và toàn bộ ê-kíp chương trình. Thụy Vân cho biết, chị bị viêm họng và ho cả một tháng trước đó, chị tích cực chữa trị có đỡ hơn nhưng một phần do thời tiết khiến phế quản của chị bị ảnh hưởng. Theo nữ BTV, đạo diễn chương trình có chỉ đạo dừng hình và bảo chị "ho hết đi rồi dẫn tiếp" nhưng Thụy Vân chịu không nổi, không thể kiểm soát được cơn ho nên đành nói: "Xin lỗi quý vị khán giả" ngay trên sóng VTV. Sau 3 cụm tin, BTV Sơn Lâm bất ngờ lên sóng, dẫn thay cho người đồng nghiệp của mình. Thụy Vân được yêu cầu ra trường quay để tránh tiếng ho và uống nước ấm hồi sức lại. BTV Thụy Vân chia sẻ, dù là sự cố bất khả kháng nhưng chị cảm thấy buồn vì bản tin do mình dẫn không diễn ra suôn sẻ như thường lệ.

### So sánh gây tranh cãi
Trong mục điểm tuần của Chuyển động 24h ngày 31 tháng 7 năm 2021 trên VTV1, MC Sơn Lâm đã khiến dân mạng tranh cãi dữ dội khi so sánh não của người dân vi phạm giãn cách phòng chống dịch COVID-19 với não bò sát, não thú vật. Thực tế, một số khán giả đã nhanh chóng nhận ra hình ảnh cấu tạo não người đã sử dụng trong chương trình chính là hình ảnh của thuyết ba não, vốn dĩ đã không còn được khoa học công nhận từ những năm 1980.

### Hành động tấn công nạn nhân gây tranh cãi
Trong bản tin Chuyển động 24h ngày 14 tháng 8 năm 2022 trên VTV1, MC Sơn Lâm đề cập đến một "lực lượng mới" trên mạng xã hội là những "chiến thần review". Để tái hiện lại cách những TikToker hay YouTuber đánh giá một sản phẩm, địa điểm nào đó, anh đã mở đầu bằng việc diễn lại hình ảnh cô gái mặc chiếc áo thiếu vải bị quay lén với câu nói: "Tìm tôi à? Looking for me? Xin chào các bạn, hôm nay tôi xin phép review về kênh sàn ABC này..."
Sự việc xảy ra trong bối cảnh câu chuyện cô gái mặc áo hở lưng đang là một vấn đề gây xôn xao dư luận nên hành động của nam BTV đã thu về những ý kiến trái chiều. Nhiều người không đồng tình với việc nhái lại hình ảnh của cô gái bị quay lén và đưa lên bản tin được đông đảo mọi người theo dõi, cho rằng đây là một hành động tấn công nạn nhân.

### Đưa thông tin sai sự thật
VTV đã đưa tin sai sự thật về tuổi của cầu thủ Nguyễn Công Phượng trong 2 chương trình Chuyển động 24h. Lần đầu vào ngày 8 tháng 11 năm 2014, chương trình đưa tin: "Năm sinh 1995 của Công Phượng bắt đầu xuất hiện từ năm 2006". Sau đó 8 ngày, VTV lại đưa tin: "Đến thời điểm này, tất cả các giấy tờ khác như chúng tôi đã chứng minh, là vô hiệu". Do đó, ngày 30 tháng 12 năm 2014, VTV bị Thanh tra Bộ Thông tin và Truyền thông phạt 15 triệu đồng.
Vào ngày 26/9/2024, chương trình phát phóng sự "Bữa cơm trắng với gừng ở điểm trường Màng Mủ, Yên Bái" khiến nhiều người không khỏi xót xa khi thấy học sinh mầm non phải ăn cơm với gừng chấm muối, cơm đường... Phóng sự được ghi nhận tại điểm trường Màng Mủ, xã Mồ Dề, huyện Mù Cang Chải, Yên Bái. Trong phóng sự ghi lại cảnh một phụ huynh đào gừng tươi, sau đó thái lát nhỏ, kèm theo một ít muối trắng, để cho con mang tới trường ăn cơm trưa. Chiếc cặp lồng cơm với gừng và muối trắng chính là bữa ăn trưa của học sinh này tại lớp. Các cô giáo nấu nồi canh với bốn chiếc rau bắp cải để 138 học sinh ăn cơm ngon hơn khi có canh nóng.
Sau khi phóng sự lên sóng, nhiều khán giả xót xa vì bữa cơm đạm bạc của học sinh, tuy nhiên cũng có một số ý kiến cho rằng người dân tuy nghèo nhưng cũng không nghèo đến mức này. Liệu phóng sự có được dàn dựng và "nói quá"?. UBND huyện Mù Cang Chải sau đó đã có báo cáo UBND tỉnh Yên Bái về nội dung phản ánh qua phóng sự của chương trình Chuyển động 24h phát trên VTV1. Qua xác minh, UBND huyện Mù Cang Chải nhận định nội dung phản ánh trên bản tin của VTV về bữa ăn trưa của các học sinh tại trường Màng Mủ là chưa toàn diện về thực tế tại cơ sở điểm trường.
Sau đó 2 ngày, VTV24 khẳng định: "Chuyển động 24h đã chuẩn bị đầy đủ tư liệu để chứng minh toàn bộ nội dung trong phóng sự "Bữa cơm trắng với gừng ở điểm trường Màng Mủ, Yên Bái" - phát sóng trong Chuyển động 24h chiều ngày 26/9/2024 hoàn toàn phản ánh đúng thực tế tại điểm trường này. Chúng tôi sẽ sớm liên hệ làm việc với lãnh đạo huyện Mù Cang Chải, Yên Bái để làm rõ những nội dung trong báo cáo của huyện về phóng sự này".

### Lỗi sai về kiến thức
Trong chuyên mục Trò chuyện cuối tuần của Chuyển động 24h ngày 30 tháng 8 năm 2021 trên VTV1, khi nói về thành tích của vận động viên Lê Văn Công trong bộ môn cử tạ tại Paralympic 2020, phóng viên Mạnh Cường đã có lời dẫn dắt bằng câu hỏi: "Theo quý vị, 1 gram, hay các bà các mẹ đi chợ thường gọi là 1 lạng thì sẽ tương ứng với những gì?". Trên thực tế, hiện nay 1 lạng được quy ước bằng 100 gram.

### Đưa sai hình ảnh
Trong chương trình Chuyển động 24h trưa ngày 2 tháng 5 năm 2015, VTV đã sử dụng hình ảnh về vụ giải cứu em bé khỏi đống đổ nát trong vụ đánh bom ở Syria xảy ra vào tháng 1 năm 2014 để minh họa cho tin "Em bé được giải cứu dưới lớp đất đá ở Nepal". Tuy nhiên, VTV đã kịp thời phát hiện sai sót và báo cáo cơ quan có thẩm quyền nên chỉ bị phạt 10 triệu đồng vì thông tin sai sự thật.

## Giải thưởng
| Năm  | Giải thưởng            | Hạng mục               | Đề cử | Kết quả   | Ghi chú |
| ---- | ---------------------- | ---------------------- | ----- | --------- | ------- |
| 2020 | TikTok Awards Việt Nam | Kênh thông tin của năm | VTV24 | Đoạt giải | [ 29 ]  |
| 2022 | TikTok Awards Việt Nam | Kênh thông tin của năm | VTV24 | Đề cử     | [ 30 ]  |